# 伊原大貴
伊原 大貴（いはら だいき）は、日本の漫画家。

## 来歴
2006年に第2回ストキン炎ネーム・プリンス部門に『魔法なんかじゃなくて』を投稿し、翌年プリンスを受賞。
第2回Gカップに「2コマ漫画」を投稿し、Gカップ（大賞）を受賞。
『週刊少年ジャンプ』（集英社）2012年34号に『見渡すかぎりの未成年』を掲載。
2013年末から2014年初めにかけて『ジャンプLIVE』（集英社）2号に毎日更新で『日刊少年伊原』（全43回）を配信。
『少年ジャンプ+』（集英社）2014年9月22日（創刊日）から10月6日にかけて『雪美DAIFUKU』（全3回）を短期連載。
2016年に『少年ジャンプ+』で『伊原20days』（全20回）と『伊原20days'』（全20回）を短期連載。
『週刊少年ジャンプ』2018年4・5合併号に「ONE PIECEショート」として『部屋探し』を掲載。『少年ジャンプ＋』2018年6月18日より『ONE PIECE』スピンオフ『恋するワンピース』を連載。
『週刊少年ジャンプ』にて、2021年から2022年まで『守れ!しゅごまる』を、2024年に『妖怪バスター村上』を連載。

## 作品リスト

### 連載
- 日刊少年伊原（『ジャンプLIVE』2号配信、2013年12月20日 - 1月31日[5]） - 毎日更新[5]。全43回[5]。
- 雪美DAIFUKU（『少年ジャンプ+』2014年9月22日〈創刊日〉 - 10月6日） - 短期連載。[要出典]全3回。
- 伊原20days（『少年ジャンプ+』2016年11月14日 - 12月3日） - 短期連載。[要出典]全20回。
- 伊原20days'（『少年ジャンプ+』2016年12月4日 - 12月23日） - 短期連載。[要出典]全20回。
- 恋するワンピース（『少年ジャンプ+』2018年6月18日[10] - 2021年11月7日、第141話で連載を休止[14]） -『ONE PIECE』スピンオフ[10]。
- 守れ!しゅごまる（『週刊少年ジャンプ』2021年51号[11] - 2022年27号[12]）
- 妖怪バスター村上（『週刊少年ジャンプ』2024年29号[13] - 2024年50号[15]）

### 読み切り
- 魔法なんかじゃなくて - 第2回ストキン炎ネーム・プリンス部門プリンス受賞[2]。
- 2コマ漫画 - 第2回GカップGカップ（大賞）受賞[3]。
- 見渡すかぎりの未成年（『週刊少年ジャンプ』2012年34号[4]）
- 目を見張るほどの未成年（『週刊少年ジャンプ』2013年14号[16]）
- 週刊少年伊原（『週刊少年ジャンプ』2014年4・5合併号[17]） - 「新世代爆笑戦士集結!!ニューカマーギャグ祭!!」の一環。[要出典]
- 愛戦争（『ジャンプLIVE』2号配信[18]）
- 部屋探し（『週刊少年ジャンプ』2018年4・5合併号） - 「ONE PIECEショート」として掲載[9]。
- ギャルスパかんにゃー（『ジャンプGIGA』2021 SPRING[19]） - 原作：伊原大貴、作画：よた
- 真夜中月丘高等学校（『週刊少年ジャンプ』2023年16号[20]） - 『妖怪バスター村上』2巻に併録。
- 妹尾の頭部（『週刊少年ジャンプ』2023年39号[21]） - 『妖怪バスター村上』1巻に併録。

### 書籍
- 『恋するワンピース』、集英社〈ジャンプ コミックス〉2018年 - 、既刊9巻（2022年4月4日現在）
- 『守れ!しゅごまる』、集英社〈ジャンプ コミックス〉2022年、全3巻
- 『妖怪バスター村上』、集英社〈ジャンプ コミックス〉2024年 - 2025年、全2巻
  1. 2024年11月1日発売[22][23]、ISBN 978-4-08-884356-8
  2. 2025年1月4日発売[24]、ISBN 978-4-08-884392-6